# Brantbergstjärnen
Brantbergstjärnen är en sjö i Bräcke kommun i Jämtland och ingår i Ljungans huvudavrinningsområde. Sjön är 6,5 meter djup, har en yta på 0,032 kvadratkilometer och är belägen 350 meter över havet.